# HC Innsbruck
Der HC TIWAG Wasserkraft Innsbruck – Die Haie ist eine österreichische Eishockeymannschaft aus Innsbruck (Tirol), die seit der Saison 2012/13 nach drei Jahren in der zweithöchsten Spielklasse wieder in der win2day ICE Hockey League aktiv ist.

## Geschichte
Der Verein wurde 1994 als HC Innsbruck neu gegründet und 1999 mit dem Einstieg des gewichtigen Sponsors "Tiroler Wasserkraft" nach diesem umbenannt. Seit der Saison 2000/01 spielte der Verein wieder in der höchsten österreichischen Liga und war damit der erste Innsbrucker Erstligist seit dem Ausstieg des Vorläufers Innsbrucker EV, der seine letzte Bundesligasaison 1992/93 absolvierte.
Im Lauf der Jahre erreichte die Mannschaft mehrmals das Halbfinale, schaffte es jedoch nie in die Endrunde. Vor allem in den letzten Spielzeiten wurde oftmals der Großteil des Kaders ausgewechselt, was sich jedoch vor allem auf das Budget niederschlug. Außerdem kämpfte die Mannschaft mit einer Schwächephase zum Ende des Grunddurchgangs, die sich Jahr für Jahr wiederholte und regelmäßig in den Playoffs gipfelte. Am 3. März 2009 wurde bekanntgeben, dass der HC Innsbruck aus finanziellen Gründen die Erste Bank Eishockey-Liga verlassen und in die Nationalliga absteigen wollte.
Die Premierensaison in der neuen Liga wurde mit einem Kader absolviert, der vor allem aus jungen Tiroler Spielern bestand, und verlief erfolgreich. Der Club entschied den Grunddurchgang mit sieben Punkten Vorsprung auf den Zweitplatzierten EC Dornbirn für sich. Im Finale unterlag er den Vorarlbergern mit 1: 3-Siegen und musste sich mit dem Titel des Vizemeisters begnügen. Zwei Jahre später gelang dem Club erstmals der Gewinn der Zweitliga-Meisterschaft. Kurze Zeit später wurde bekanntgegeben, dass die Innsbrucker in die höchste Spielklasse zurückkehren würden.
Seit der Saison 2012/13 sind die Haie wieder in der ICE Hockey League (ehemals EBEL) vertreten, in dieser Zeit schafften die Haie drei Playoff-Qualifikationen (2016/17, 2017/18 und 2022/23). Nach dem dritten Platz in der Hauptrunde der Saison 2022/23 gelang dank des Finaleinzugs von HC Bozen und EC Red Bull Salzburg erstmals die Qualifikation für die Champions Hockey League.

## Mannschaft

### Bekannte ehemalige Spieler
(Teamzugehörigkeit und Position in Klammern)
| - Claus Dalpiaz (2000–2007, Torhüter) Mit sieben Saisonen im Dress der Haie gehörte Claus Dalpiaz einst zum fixen Kader der Innsbrucker. Über die Jahre entwickelte er sich zum Liebling der Fans, wenn auch seine oft etwas ungelenken Ausflüge hinter das Tor viele Diskussionen anregten. - Todd Elik (2005–2007, Angriff) Der kanadische Stürmer war einer der genialsten Spielmacher, die jemals in Innsbruck gespielt haben und erzielte in 108 Spielen 139 Assists für die Mannschaft. | - Brad Isbister (2004/05, Angriff) Der NHL-Veteran stieß während des Lockouts für sechzehn Spiele zu den Haien. - Pierre Dagenais (2006–2008, Angriff) Pierre Dagenais stieß in der Saison 2006/07 als Verstärkung zum HC Innsbruck und erzielte dort 37 Tore in nur 27 Spielen. Diese Leistung konnte er jedoch in der folgenden Saison nicht wiederholen. |

### Bedeutende frühere Mannschaften

#### Nationalliga-Meister 2011/12
| Position      | Name |
| Tor:          | Manuel Litterbach, Marco Repitsch, Markus Seidl, Dominique Wolk |
| Verteidigung: | Christoph Hörtnagl, David Lindner, Jamie Mattie, Jonathan Paiement, Florian Pedevilla, Stefan Pittl, Dominique Saringer, Florian Stern, Dominic Waldnig                                                                                         |
| Sturm:        | Christoph Echtler, Aaron Fox, Andreas Hanschitz, Mario Huber, Alexander Höller, Rem Murray, Patrick Mössmer (C), Klemens Plössl, Markus Prock, Benedikt Schennach, Valentin Schennach, Marc Schönberger, Maximilian Steinacher, Herbert Steiner |
| Trainer:      | Daniel Naud |

### U20-Mannschaft
Die U20-Mannschaft (vereinsintern HC TWK Innsbruck U20) spielt seit 2001 in der österreichischen U20-Liga (seit 2012 EBYSL). Cheftrainer ist Manfred Kuchinka.

## Trainergeschichte
| Zeit               | Nation              | Trainer           | Anmerkungen                                                     |
| ------------------ | ------------------- | ----------------- | --------------------------------------------------------------- |
| 2004/05            | Schweden            | Tommy Samuelsson  |                                                                 |
| 2005/06            | Kanada              | Alan Haworth      |                                                                 |
| 2006/07            | Kanada              | Larry Sacharuk    |                                                                 |
| 2007/08            | Kanada              | Pat Cortina       | vorzeitige Entlassung                                           |
| 2007/08 – 2008/09  | Kanada              | Ron Kennedy       | beendete die Saison aufgrund einer Krebserkrankung vorzeitig    |
| 2009               | Kanada              | Greg Holst        | Viertelfinal-Out                                                |
| 2009–2011          | Finnland            | Jarno Mensonen    |                                                                 |
| 2011–2014          | Kanada              | Daniel Naud       | Nationalliga-Meisterschaft                                      |
| 2014–Dezember 2015 | Schweden            | Christer Olsson   | Vorzeitige Entlassung                                           |
| Dezember 2015–2016 | Kanada              | Pierre Beaulieu   | nach der Saison kehrte er auf den Posten des Co-Trainers zurück |
| 2016–April 2020    | Vereinigte Staaten  | Rob Pallin        | 2 × Viertelfinal-Out                                            |
| 2020–2024          | Kanada              | Mitch O’Keefe     |                                                                 |
| 2024–2025          | Vereinigte Staaten  | Jordan Smotherman |                                                                 |
| seit 2025          | Kanada und Kroatien | Ryan Kinasewich   |                                                                 |

## Spielstätte
Die Heimspiele der Haie finden im Olympiaeissportzentrum Innsbruck (Austragungsort der Winterspiele 1964 und 1976) statt. In der großen Olympiahalle Innsbruck mit etwa 8000 Plätzen, die für die Eishockey-Weltmeisterschaft der Herren 2005 renoviert wurde, werden nur besonders wichtige oder Playoff-Heimspiele ausgetragen. Normalerweise spielen die Haie in der 2005 angebauten kleineren Halle (ca. 3200 Plätze), die den Namen Tiroler Wasserkraft Arena trägt.

## Zuschauerschnitt
- Saison 2003/04: 1.800 Zuschauer pro Heimspiel
- Saison 2004/05: 3.071 Zuschauer pro Heimspiel
- Saison 2005/06: 3.177 Zuschauer pro Heimspiel
- Saison 2006/07: 2.579 Zuschauer pro Heimspiel
- Saison 2007/08: 2.801 Zuschauer pro Heimspiel
- Saison 2008/09: 2.070 Zuschauer pro Heimspiel[2]
- Saison 2009/10: 1.407 Zuschauer (Nationalliga)
- Saison 2010/11: 1.121 Zuschauer (Nationalliga)
- Saison 2011/12: 1.119 Zuschauer (Nationalliga)
- Saison 2012/13: 1.726 Zuschauer pro Heimspiel
- Saison 2013/14: 1.667 Zuschauer pro Heimspiel
- Saison 2014/15: 1.789 Zuschauer pro Heimspiel
- Saison 2015/16: 1.529 Zuschauer pro Heimspiel
- Saison 2016/17: 2.198 Zuschauer pro Heimspiel
- Saison 2017/18: 2.326 Zuschauer pro Heimspiel